# سنترویل، میسیسیپی
سنترویل (به انگلیسی: Centreville) شهرکی در ایالت میسیسیپی کشور ایالات متحده آمریکا است که جمعیت آن در سرشماری سال ۲۰۱۰ میلادی، ۱٬۶۸۴
نفر بوده‌است.